# Podprefektura Miyake
Podprefektura Miyake (jap. 三宅支庁 Miyake-shichō) – podprefektura w Japonii, w prefekturze metropolitarnej Tokio. Ma powierzchnię 75,80 km². W 2020 r. mieszkało w niej 2 597 osób, w 1 564 gospodarstwach domowych  (w 2010 r. 3 024 osoby, w 1 773 gospodarstwach domowych).
Z powodu erupcji wulkanu we wrześniu 2000, wszystkich mieszkańców ewakuowano. 1 lutego 2005 pozwolono mieszkańcom wrócić na tereny podprefektury.
W skład podprefektury wchodzą wioski:
- Miyake
- Mikurajima